# Temporal del Maule en 2008
El Temporal del Maule de 2008 o Temporal de O'Higgins de 2008 se produjo entre el 17 de mayo hasta el 2 de junio del año 2008 con fuertes precipitaciones caídas en las regiones Metropolitana de Santiago, del General Libertador Bernardo O'Higgins, del Maule y del Biobío. De magnitud 10 en la escala de Beaufort.

## Damnificados
Durante el temporal hubo alrededor de 14.000 personas damnificadas, de ellas cerca de 10.000 personas pertenecen a la Región de O'Higgins, de ellas cerca de 2.000 personas fueron ubicadas en albergues provisorios, es decir, en escuelas, iglesias, gimnasios, etc. Hubo un saldo de 16 muertos, la mayoría en la Región del Maule, debido a esto la mandataria de Chile Michelle Bachelet propuso en alerta temprana a las cuatro regiones afectadas por el mal tiempo.

## Problemas

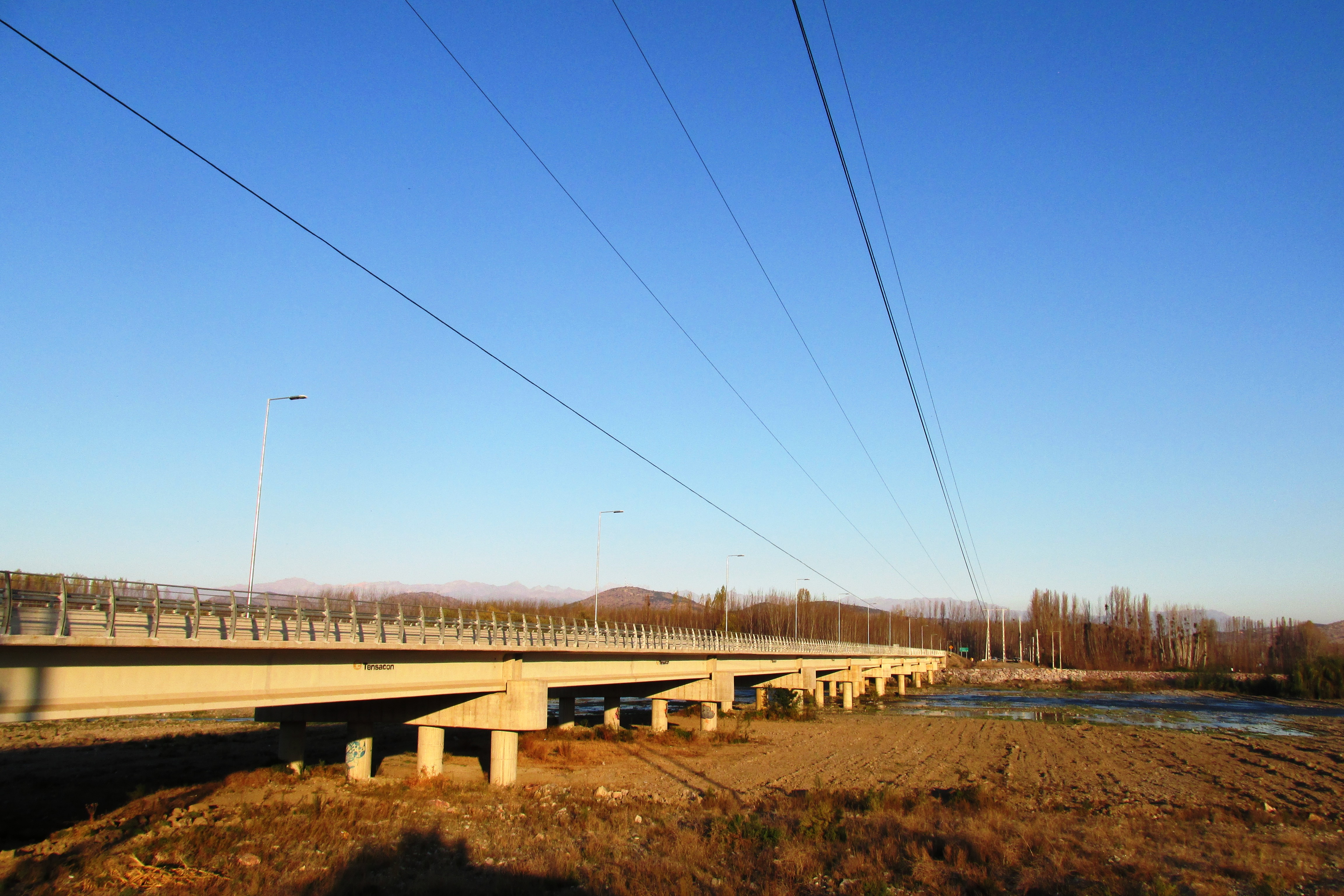
El nuevo puente en Coinco, construido luego de que el antiguo se cortara en el temporal de 2008, dejando un fallecido.

Debido a las fuertes lluvias, muchos poblados de las regiones tuvieron hasta 4 metros de agua, donde la zona agrícola perdió mucho a medida que crecían las inundaciones.
Los ríos se desbordaron cortando la ruta 5 Panamericana en varios tramos, siendo esta la única conexión del país entre el norte y el sur. Además se registraron cortes de rutas y caídas de puentes en las regiones de O'Higgins, del Maule y del Biobío. En O'Higgins, el corte de un puente sobre el río Cachapoal en la comuna de Coinco dejó una víctima fatal que conducía en su vehículo y no fue alertado de la caída de la estructura.
Otros problemas que provocó el temporal fueron los cortes en el suministro de agua potable y de electricidad, e incluso en los servicios de telefonía, dejando gran parte de la zona afectada incomunicada. Hubo cortes de tránsito en Talca, Linares y Chillán, y paralización de los aeropuertos y puertos de la zona, además de la paralización del transporte interurbanos.
Debido a las altas precipitaciones, las clases fueron suspendidas y los hospitales atendieron a máxima capacidad, hubo un número preocupante de desaparecidos, que, en su mayoría, fueron casos resueltos.

## Informe ONEMI
La ONEMI, luego de las lluvias, declararon zona de catástrofe en las provincias de Talca, Linares y Ñuble.[¿cuándo?]
Cerca de las 16:00 horas (UTC-4) el frente de mal tiempo se traslada hacia Argentina.[¿cuándo?]